# Pascal Donnadieu
Pour les articles homonymes, voir Donnadieu.
Pascal Donnadieu est un entraîneur français de basket-ball, emblématique du club de Nanterre 92 (anciennement JSF Nanterre).

## Biographie
Fils du président Jean Donnadieu, il a pris en main l'équipe senior de la JSF Nanterre au plus bas niveau départemental pour amener l'équipe jusqu'en Pro A, soit 11 montées sans aucune descente en 24 ans.
Joueur, il arrête la compétition en 1991 à 27 ans après une seconde et grave blessure au genou pour se consacrer au coaching. Après avoir travaillé de 1981 à 1996 comme employé de banque, il est engagé par la municipalité nanterrienne pour développer la pratique du basket-ball. 
L'accession en Pro A vient après le remarquable parcours du club depuis 2004 en Pro B, avec en point d'orgue une finale de Coupe de France en 2007. Durant ces années en Pro B, il obtient le titre de meilleur entraîneur de Pro B de l'année en 2011.
 Pascal Donnadieu conduit ensuite la JSF Nanterre vers un premier titre de Pro A en 2013, en Coupe de France en 2014 ainsi qu'au niveau européen en EuroChallenge en 2015 puis en Coupe d'Europe FIBA en 2017.

## Équipe de France
En février 2014, il est nommé sélectionneur de l'équipe de France A', l'équipe réservée aux joueurs entre 21 et 23 ans. Il est assisté de Christophe Denis et de Laurent Foirest.
 Il remporte le tournoi de Shenzhen en Chine en juillet 2014 avec cette sélection et participe l'année suivante aux Universiades 2015. En 2016, la sélection toujours emmenée par Pascal Donnadieu, remporte la Stankovic Cup, compétition internationale se déroulant en Chine.
Il devient en 2016 l'assistant de Vincent Collet à la tête de l'équipe de France.

## Palmarès
| Compétitions nationales | Compétitions internationales                                                                        |
| - Championnat de France de Pro A (1) : - Champion : 2013 - Championnat de France de Pro B (1) : - Champion : 2011 - Coupe de France (2) : - Vainqueur : 2014 et 2017 - Finaliste : 2007 et 2013 - Semaine des As / Leaders Cup (0) : - Finaliste : 2014 et 2024 - Match des champions (2) : - Vainqueur : 2014, 2017 - Finaliste : 2013 | - Coupe d'Europe FIBA (1) : - Vainqueur : 2017 - EuroChallenge (disparue) (1) : - Vainqueur : 2015  |
| - Championnat de France de Pro A (1) : - Champion : 2013 - Championnat de France de Pro B (1) : - Champion : 2011 - Coupe de France (2) : - Vainqueur : 2014 et 2017 - Finaliste : 2007 et 2013 - Semaine des As / Leaders Cup (0) : - Finaliste : 2014 et 2024 - Match des champions (2) : - Vainqueur : 2014, 2017 - Finaliste : 2013 | Équipe de France                                                                                    |
| - Championnat de France de Pro A (1) : - Champion : 2013 - Championnat de France de Pro B (1) : - Champion : 2011 - Coupe de France (2) : - Vainqueur : 2014 et 2017 - Finaliste : 2007 et 2013 - Semaine des As / Leaders Cup (0) : - Finaliste : 2014 et 2024 - Match des champions (2) : - Vainqueur : 2014, 2017 - Finaliste : 2013 | - Jeux Olympiques : - en 2020, 2024 - Coupe du monde : - en 2019 - Championnat d'Europe : - en 2022 |

## Récompenses
- Trophée LNB du Meilleur entraîneur de Jeep Élite 2019
- Trophée LNB du Meilleur entraîneur de Pro B 2011